# Brachypterodina
Brachypterodina is een geslacht van kevers uit de familie bladkevers (Chrysomelidae).
De wetenschappelijke naam van het geslacht werd in 2004 gepubliceerd door Flowers.

## Soorten
- Brachypterodina gonzalezi Flowers, 2004
- Brachypterodina morae Flowers, 2004